# 舒璘

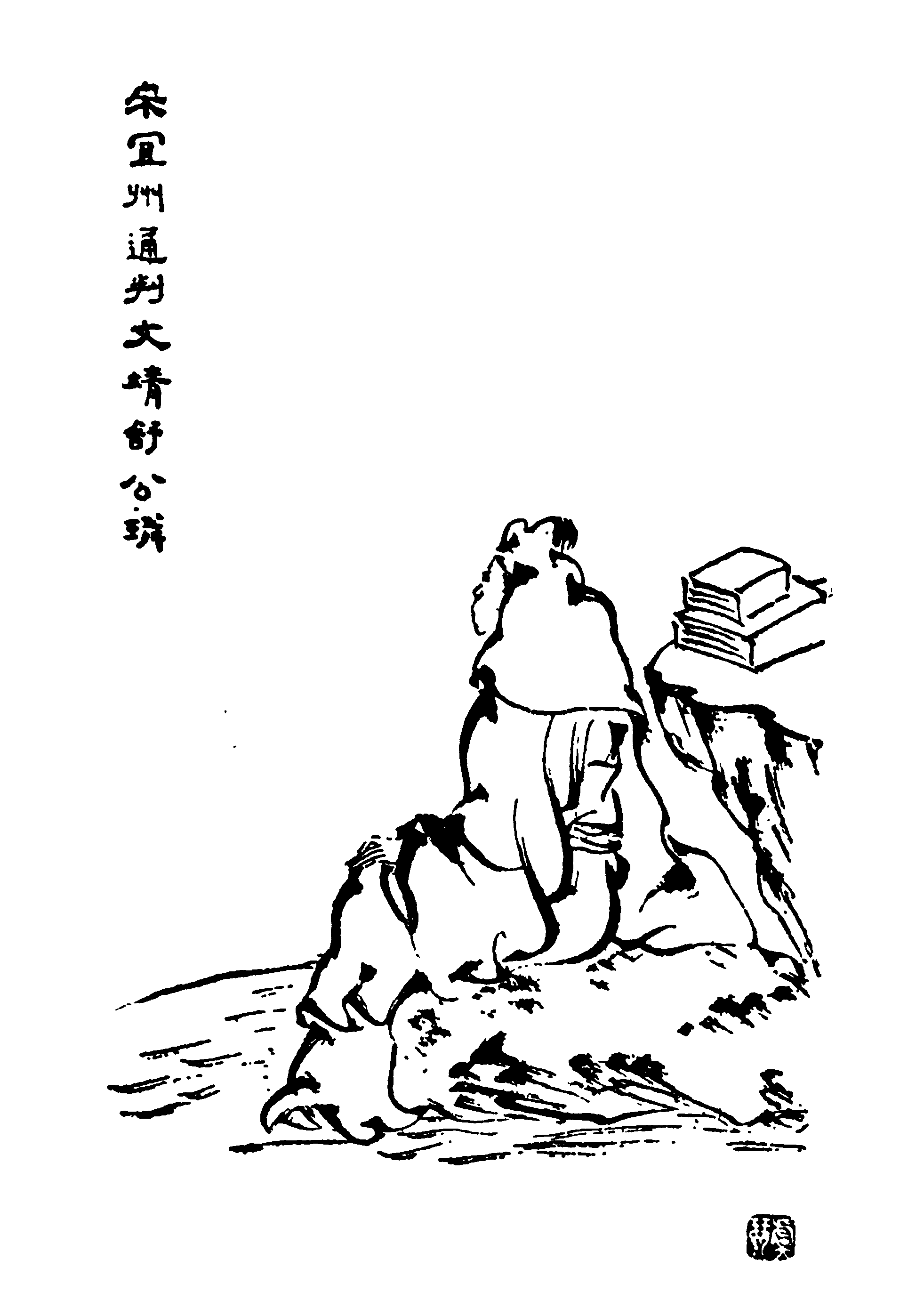
宋宜州通判文靖舒公璘（清代畫家虞琴所繪，出自《四明人鑑》）

舒璘（1136年—1198年）。字元质，一字元宾，学者称“广平先生”，浙江奉化广平（今大桥镇舒家村）人，南宋政治人物，哲学家。早年入太學，刻苦自勵，后紹熙二年（1191年）闢學舍後圃，与慈溪楊簡、鄞县袁燮、镇海沈焕并称“四明四先生”（或“明州四先生”），居家講學于廣平書院。

## 生平
乾道八年（1172年）进士及第，被授任四明（今浙江宁波）郡学教授，辞不赴任。
先后任江西转运使干办公事，徽州府（今安徽省歙县）教授。
在徽州任上，倡导学术，被丞相留正称为当时“天下第一教官”，人稱“吾鄉學問之途，賴先生窒而復通”。。
后来调任平阳县令、宜州通判。卒，谥文靖。
南宋淳年间，被追赠为文靖公。
明朝时，建文靖公祠纪念之，并将其家塾辟为广平书院。

## 学术
学术上宗陆九渊心学，调和朱熹、吕祖谦的学说。

## 著作
- 《诗学发微》
- 《诗礼讲解》
- 《广平类稿》

## 延伸閱讀
[在维基数据编辑]
 在维基文库阅读此作者作品
 《四明人鑑·宋宜州通判文靖舒公璘》，出自《四明人鑑》